# 가미에가와촌
가미에가와촌(일본어: 上江川村)은 일본 도치기현의 동부 나스군에 속했던 촌이다.

## 역사
- 1889년 4월 1일 - 정촌제 시행에 의해 나스군 가미에가와촌이 성립하였다.
- 1955년 4월 1일 - 시오야군 기쓰레가와정과 합병해 새로운 기쓰레가와정이 신설되었다.

## 참고문헌
- 『栃木県歴史人物事典』下野新聞社、1995年。